# روبرتو سزار زاردیم رودریگز
روبرتو سزار زاردین رودریگز (به پرتغالی: Roberto César Zardin Rodrigues) مهاجم اهل برزیل است که در شهر Sapiranga و در تاریخ ۱۹ دسامبر ۱۹۸۵ به دنیا آمده‌است.
روبرتو سزار زاردین رودریگز در تیم‌های فوتبال Figueirense، آلبیرکس نیگاتا، Atlético de Ibirama، Figueirense، Cabofriense، Macaé، Tigres do Brasil، Avaí، توکیو، کوریتیبا، اولسان هیوندای سابقهٔ حضور دارد.